# مکستون
مَکستون (به انگلیسی: Maxthon) همچنین شناخته شده با نام عنوان MyIE۲، مرورگر وب رایگان برای سیستم عامل مایکروسافت ویندوز و گوگل اندروید است. آخرین نسخه مکستون، قابلیت پشتیبانی از ترایدنت و موتور WebKit را دارد.
وب افزار ماکستون یکی از برندگان جایزهٔ ۱۰۰ پاداش سینت در سال‌های ۲۰۰۸ و ۲۰۰۹ بود. همچنین در سال ۲۰۱۱ در لیست بهترین محصولات سال که توسط PCWorld اعلام می‌شود رتبهٔ ۹۷ را به دست آورد.
به گفته مدیر عامل شرکت بین‌المللی ماکستون، مینگ جی «جف» چن، ماکستون را در اصل چانگیو (Changyou) طراحی کرده‌است، برنامه‌نویسی چینی که می‌خواست برنامه‌ای برای سفارشی کردن مرورگر اینترنت اکسپلورر بسازد. چانگیو در بولتن بورد سیستم کاری خود را قبل از خروج از این پروژه در سال ۲۰۰۰ تغییر داد. او روش جدیدی برای توسعهٔ این برنامه در پیش گرفت و در سال ۲۰۰۲ نسخه جدید MyIE۲ منتشر شد.
MyIE۲ به سرعت رشد کرد. با وجود کاربران جدیدی از سراسر جهان، به کمک پلاگین‌ها و پوسته‌ها و با اشکال زدایی‌های پی‌درپی مکستون در سال ۲۰۰۳ تا حدود بسیاری دگرگون شد.
در سال ۱۹۹۹، چن مرکز جهانی محدود شدهٔ مایسافت را در هنگ کنگ پایه‌گذاری کرد و بعدها محل مرکز را به پکن تغییر داد.
یکی از نخستین سرمایه‌گذاران این مرکز شرکت اسکایپ بود.
مکستون یکی از دوازده مرورگر برتر توسط مایکروسافت در سال ۲۰۱۰ در سایت BrowserChoice.eu اعلام شد. این وب سایت به کاربران ویندوز مایکروسافت ساکن در منطقه اقتصادی اروپا پیشنهاد می‌دهد که با توجه به نیازهایشان چه مرورگر وبی برای استفاده‌های آن‌ها از اینترنت بهتر است.